# Хейне, Джаред
Джаред Д. Хейне (англ. Jared J. Heine; род. 6 сентября 1984, Гонолулу) — маршалловский пловец. Участник летних Олимпийских игр 2008 года.

## Биография
Джаред Хейне родился 6 сентября 1984 года в американском городе Гонолулу на Гавайях.
В 2003 году окончил университет Флориды в Таллахасси по направлению «информатика».
Занимался плаванием в клубе «Камеамеа» в Гонолулу под началом тренера Кевина Флэнагана.
Трижды участвовал в чемпионатах мира. В 2003 году в Барселоне на дистанции 50 метров на спине занял 49-е место (28,38 секунды), на дистанции 100 метров на спине — 50-е место (1 минута 0,13 секунды), на дистанции 200 метров на спине — 38-е (2.08,88). В 2005 году в Монреале на дистанции 50 метров на спине занял 33-е место (28,21), на дистанции 100 метров на спине — 39-е (59,76), на дистанции 100 метров баттерфляем — 68-е (59,30). В 2007 году в Мельбурне на 50-метровке на спине занял 49-е место (28,24), на 100-метровке на спине — 51-е (1.00,28), на 50-метровке баттерфляем — 96-е (27,02), на 100-метровке баттерфляем — 84-е (58,50).
В 2008 году вошёл в состав сборной Маршалловых Островов на летних Олимпийских играх в Пекине. На дистанции 100 метров на спине занял 43-е место (58,86), уступив 4,24 секунды худшему из попавших в полуфинал Грегору Тейту из Великобритании.
Работал тренером по плаванию в клубе «Камеамеа».